# Prvi lateranski sabor
Prvi lateranski sabor je ekumenski sabor, kojeg je sazvao papa Kalist II. 1123. godine. Katolička Crkva smatra ga devetim ekumenskim saborom. 
Glavno pitanje bila je borba za investituru i potvrđen je Wormski konkordat iz 1122. Od Wormskog konkordata carevi više nikada nisu imali moć nad Katoličkom Crkvom nalik na onu iz doba otonske dinastije. 
Sabor se sastao u Lateranskoj palači u Rimu i bio je prvi crkveni sabor, koji se sastao na Zapadu. U radu je sudjelovalo i najmanje 300 zapadnih biskupa, ali vjerojatno i do 1000 biskupa.
Pored ključnih pitanja koje postavlja Wormski konkordat (uloga svjetovne vlasti u investitura crkvenih velikodostojnika i sloboda Crkve), sabor je proglasio kanone koji nastoje obnoviti crkvenu disciplinu i spriječiti zlouporabu vlasti. Sabor osuđuje simoniju i postavlja uvjete za križarske ratove u Svetoj Zemlji. Sabor je važan i za srednjovjekovno crkveno pravo.